# Waldemar II. (Dänemark)

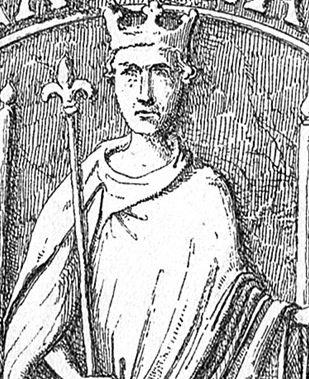
Waldemar II auf seinem Siegel

Waldemar II. (* 28. Juni 1170; † 28. März 1241) „der Sieger“ war Herzog von Schleswig (1182–1202) und König von Dänemark (1202–1241).

## Leben
Waldemar II. aus dem Haus Estridsson war der jüngere Sohn des Königs Waldemar I. des Großen von Dänemark und dessen Ehefrau Sophia von Minsk (* ca. 1141; † 1198), Tochter des Fürsten Wladimir III. von Minsk und Hrodna und der Rikissa von Polen.
Waldemar wurde 1182 Herzog von Schleswig. Unter der Regierung seines Bruders Knut VI. von Dänemark eroberte er mit diesem gemeinsam 1201 Holstein in der Schlacht bei Stellau. Waldemar II. erhielt aufgrund dieses Sieges den Beinamen Sejr, „der Sieger“.
Nach Knuts Tod 1202 wurde er König von Dänemark und eroberte die Grafschaft Schwerin, Mecklenburg, Pommern und Pommerellen. Lübeck und Hamburg erkannten seine Schutzhoheit an. Zur Jahreswende 1214/15 überließ der deutsche König und spätere römische Kaiser Friedrich II. ihm seine Eroberungen im Reich formal als Lehen. 1218 krönte er seinen neunjährigen Sohn Valdemar den Unge (der Jüngere) zum Mitkönig, der allerdings bereits 1231 bei einem Schiffsunfall starb.
Im Rahmen der Fünften Kreuzzugsbewegung (1217–1221) unterstützte Waldemar Papst Innozenz III. mit einem eigenen Feldzug gegen die heidnischen Stämme des Baltikums. Im Jahr 1219 landete er mit einem Heer auf dem Gebiet des heutigen Estland und legte mit der Errichtung des Castrum danorum den Grundstein der Stadt Tallinn. Nach der Schlacht von Lyndanisse am 15. Juni 1219, in der laut dänischer Legende die Nationalflagge, der Dannebrog, vom Himmel gefallen sein soll, gründete Waldemar das Bistum Reval, von dem aus die Dänen später ganz Nordestland eroberten und christianisierten.
Zudem griff er mehrfach in norwegische und schwedische Thronstreitigkeiten ein.
In der Nacht vom 6. zum 7. Mai 1223 wurden Waldemar und sein gleichnamiger Sohn durch Heinrich Graf von Schwerin von der dänischen Insel Lyø entführt, wo sie sich unbewacht von der Jagd ausgeruht hatten. Per Schiff wurden die Gefangenen an die deutsche Küste gebracht. Da Schwerin von den Dänen besetzt war, wurden Waldemar und sein Sohn zuerst in Lenzen in der Mark Brandenburg und bald darauf im Waldemarturm der Burg Dannenberg versteckt. Nach der Rückeroberung der Grafschaft Schwerin 1225 wurden die beiden in der Schweriner Burg festgehalten.
Für die Freilassung Waldemars stellte Heinrich von Schwerin hohe Forderungen, von denen er sich weder durch Drohungen Dänemarks noch des Papstes Honorius III. abbringen ließ. Er fand Unterstützung beim mecklenburgischen Herrscher Heinrich Borwin II., dem Grafen Adolf IV. von Schauenburg und Holstein und dem Bischof Gebhard II. zur Lippe des Bistums Bremen. Da Waldemar nicht auf Heinrichs Forderungen einging, spitzte sich die Lage zu und es kam im Januar 1225 zur Schlacht bei Mölln, bei der die Dänen geschlagen wurden.
Waldemar willigte schließlich in die Forderungen Heinrichs ein, zu denen auch noch die seiner Bundesgenossen kamen. Im November 1225 wurde im Vertrag von Bardowick die Freilassung Waldemars und seines Sohnes gegen die Zahlung von 45.000 Mark Silber, die Abtretung von Schwerin und Holstein, Verzicht auf alle deutschen Lehensgebiete außer dem Fürstentum Rügen und Gewährung völliger Handelsfreiheit für die deutschen Städte vereinbart. Außerdem musste Waldemar auf Rache verzichten und drei seiner Söhne als Geiseln stellen.
Durch die Gefangenschaft Waldemars war die dänische Großmachtstellung im Ostseeraum schwer erschüttert. Das Streben nach Rückgewinnung gipfelte schließlich am 22. Juli 1227 in der Schlacht von Bornhöved. Waldemar II. wurde durch das Koalitionsheer geschlagen. Der auf der dänischen Seite kämpfende Herzog Otto I.von Braunschweig geriet in Gefangenschaft des Grafen von Schwerin. Waldemar war gezwungen, den Vertrag von Bardowick zu erneuern. Das dänische Großreich im Ostseeraum zerbrach. Er musste Holstein aufgeben und außer Rügen und Estland verlor er zudem alle Eroberungen an der südlichen Ostseeküste.
1231 ließ König Waldemar II. ein Steuererfassungsbuch, das Waldemar-Erdbuch, anlegen, in dem systematisch alle Besitzungen und Einkünfte des Königs aufgezeichnet wurden. Außerdem entstanden in seiner Regierungszeit die ersten dänischen Gesetzbücher, das Schonische Recht (Skånske Lov), das Seeländische Recht (Sjællandske Lov) und 1241 schließlich das Jütische Recht (Jydske Lov), welches im Herzogtum Schleswig formell bis 1900 Gültigkeit besaß.
Waldemar II. ist in der Marienkirche in Ringsted, jetzt St. Bendt, begraben.

## Ehen und Nachkommen
Waldemar II. war ab 1205 in erster Ehe mit Margarete Dagmar († 24. Mai 1212), einer Tochter Ottokars I. von Böhmen und Adelheids von Meißen, verheiratet. Aus dieser Ehe stammten folgende Kinder:
- Waldemar von Schleswig (* 1209; † 1231), Mitregent seit 1215, Krönung im Schleswiger Dom 1218[2], ⚭ 1229 Eleonore von Portugal (* 1211; † 1231)
- Sohn, Totgeburt († 1212)

In zweiter Ehe war er seit 1214 mit Berengaria von Portugal (* um 1195; † 27. März 1221) verheiratet, einer Tochter Sanchos I. von Portugal und Dulces. Mit ihr hatte er die Kinder:
- Erik IV. (* 1216; † 1250), König von Dänemark (1241–1250)
- Sophia (* 1217; † 1247) ⚭ 1235 (Verlobung 1230) Johann I. Markgraf von Brandenburg
- Abel von Schleswig (* 1218; † 1252), König von Dänemark (1250–1252)
- Christoph I. (* 1219; † 1259), König von Dänemark (1252–1259)

Außerdem hatte er zwei namentlich bekannte uneheliche Söhne:
- Niels, Graf von Halland-Schwerin († 1218/19)
- Knut, Herzog von Lolland, Blekinge und Estland († 1260)